# Локалита Урани (Новара)
Локалита Урани је насеље у Италији у округу Новара, региону Пијемонт.
Према процени из 2011. у насељу је живело 20 становника. Насеље се налази на надморској висини од 132 м.